# La Horse
Pour les articles homonymes, voir Horse.
Pour plus de détails, voir Fiche technique et Distribution.
La Horse est un film français réalisé par Pierre Granier-Deferre en 1969 et sorti en salles en février 1970.
En argot, le terme « horse » désigne l'héroïne.

## Synopsis
Auguste Maroilleur (Jean Gabin), propriétaire terrien établi en Normandie, vit en pater familias sur son exploitation. Dans ses terrains de chasse, Bien-Phu (André Weber), ancien d'Indochine et employé de Maroilleur, a découvert qu'une tonne (affût enterré pour la chasse au gibier d'eau) sert à cacher de l'héroïne. Auguste Maroilleur comprend que son petit-fils Henri (Marc Porel), barman au Havre sur un bateau, appartient à un réseau de trafiquants de drogue. Plus tard, dans la ferme, et devant le regard impuissant d'Henri, Auguste détruit l'héroïne sans hésitation. Le gang réagit immédiatement en détruisant un hangar, en tuant du bétail et en violant la petite-fille de Maroilleur. Celui-ci, désireux d'éviter la prison à son petit-fils pour trafic de drogue, refuse d'alerter la gendarmerie et fait front avec sa famille. La guerre engagée coûte la vie à cinq truands ce qui entraîne une enquête de police. Maroilleur tient tête aux interrogatoires. Le gang est finalement anéanti et l'affaire est classée par la police et par le juge d'instruction, faute de preuves. Henri travaillera à la ferme et l'équilibre du clan sera préservé.

## Fiche technique
- Réalisation : Pierre Granier-Deferre
- Scénario, adaptation et dialogues : Pascal Jardin et Pierre Granier-Deferre, d'après le roman de Michel Lambesc (Éditions Gallimard, série noire)
- Assistants réalisateurs : Denis Amar, Philippe Lefebvre
- Images : Walter Wottitz
- Opérateur : Philippe Brun et pour la seconde équipe : Raymond Picon-Borel
- Assistants opérateur: Valery Ivanov, Jacques Lefrancois
- Son : Jean Rieul, assisté de Vartan Karakeusian
- Perchman : Marcel Corvaisier
- Bruitage : Daniel Couteau
- Décors : Jacques Saulnier, assisté de Marc Frédérix
- Montage : Jean Ravel, assisté de Michèle Robert
- Musique : Serge Gainsbourg et Michel Colombier
- Direction musicale : Jean-Claude Vannier (Éditions Hortensia)
- Script-girl : Hélène Sebillotte
- Costumes : Jo Ranzatto
- Habilleuses : Micheline Bonnet, Élise Servet
- Maquillage : René Dandin, Yvonne Gaspérina
- Ensemblier : Robert Turlure
- Photographe de plateau : Marcel Dole
- Régisseur général : Marc Goldstaub
- Régisseur extérieur : Jean Nossereau
- Régisseur adjoint : Roger Pera
- Effets spéciaux : François Suné, et François Nadal
- Chargé de presse : Paulette Andrieux
- Tournage dans les studios Franstudio, ainsi que dans différents lieux dans le Calvados : dans le haras de Gruchy à Saon, à Géfosse-Fontenay, dans l'ancien palais de justice de Caen, place Fontette, à Caen.
- Pellicule 35 mm, couleur par procédé Eastmancolor
- Enregistrement Westrex 1135, société S.N.E.C - auditorium Paris Studio Cinema de Billancourt - Caméra de location Chevereau
- Tirage : Laboratoire Franay L.T.C. Saint-Cloud
- Générique : C.T.R.
- Distribution : S.N.C.
- Production : France, Société Nouvelle de Cinématographie (SNC), Production Artistique et Cinématographique, Gafer ; Italie, Romana Films ; Allemagne, Roxy film
- Producteur : Gérard Beytout, Cyril Grise, René Pignères, Luggi Waldleitner
- Directeur de production : Cyril Grise
- Producteur délégué : Paul Cadéac
- Administrateur de production : Odette Hainsseli
- Première présentation le 22 février 1970
- Durée : 77 minutes
- Genre : drame policier
- Affiche : Jacques Vaissier (France)

## Distribution
- Jean Gabin : Auguste Maroilleur, propriétaire terrien
- André Weber : Bien-Phu, un neveu d'Auguste Maroilleur
- Marc Porel : Henri, petit-fils d'Auguste, fils de Mathilde et Léon
- Éléonore Hirt : Mathilde, une fille d'Auguste
- Christian Barbier : Léon, le gendre d'Auguste, mari de Mathilde
- Danièle Ajoret : Louise, la seconde fille d'Auguste
- Michel Barbey : Maurice, le second gendre d'Auguste, mari de Louise
- Orlane Paquin : Véronique, la fille de Louise et Maurice
- Julien Guiomar : le commissaire de police
- Henri Poirier : le commissaire de police adjoint
- Pierre Dux : le juge d'instruction
- Félix Marten : Marc Grutti, l'émissaire des truands
- Armando Francioli : Francis Grutti, un truand
- Henri Attal : Louis, un truand
- Dominique Zardi : Tony, un truand
- Gabriel Gobin : le brigadier de la gendarmerie
- Reinhard Kolldehoff : Hans
- Astrid Frank : l'amie de Hans
- Tony Roedel : le chef de chantier
- André Rouyer : un voisin
- Paul Bonifas : un témoin lors de l'accident de la voiture
- Jacques Galland : Roger
- Ermanno Casanova : un inspecteur de police
- Bob Sissa : Mario
- Jean Cherlian : le gros
- Rita Maiden : la secrétaire
- Corrado Guarducci
- Albert Delpy
- Yves Lefrançois
- Bernard Ristroph
- François Nadal

## Analyse
- Si vous ne connaissez pas le sujet, laissez ce bandeau (vous pouvez alors contacter les auteurs).
- Si vous supprimez le contenu mis en cause (vous pouvez préalablement contacter les auteurs),

argumentez précisément cette suppression dans la page de discussion
(un manque de référence n'est pas un argument ; une recherche réelle de référence doit avoir été effectuée, être formellement documentée).
La Horse est une sorte de transposition précise de certaines péripéties de l'affaire Dominici croisée avec l'ambiance du Goupi Mains Rouges de Jacques Becker en 1943, gommant les aspects sordides du premier et la sourde angoisse continuelle du second. Subtil et malin, ce film plus complexe qu'il n'y paraît fut vomi par la critique et adoré du public.
L'interrogatoire du grand-père et du petit-fils par le juge d'instruction (Pierre Dux) est à lui seul un régal. La musique signée de deux très grands noms (Serge Gainsbourg et Jean-Claude Vannier) est aussi un élément essentiel, particulièrement réussi, de l'ambiance de ce film.

## Lieux de tournage[1]
- Il est évoqué une commune de l'Orne, du nom de « Messais », visible sur le panneau d'entrée du village.

Le film a été tourné :
- dans l'Eure à Marais Vernier ;
- dans le Calvados
  - à Crépon,
  - Caen (palais de justice),
  - Géfosse-Fontenay,
  - Saon ;
- à l’aéroport de Genève Cointrin ;
- au tennis de Territet (près de Montreux) et dans les escaliers de l’Hôtel National.

## Autour du film
- Jean Gabin aimait beaucoup le film et avait pris un grand plaisir à la lecture du roman dont fut tirée l'adaptation. Ce ressenti positif l'incita à vouloir retravailler au plus vite avec Pierre Granier-Deferre, ce qu'il fit en enchaînant le tournage du film Le Chat[2]. Le fils de Jean Gabin a dit que, parce que la ferme du film ressemblait au domaine agricole normand de l'acteur, c'était pour lui son film préféré dans lequel apparaissait son père ; pour la même raison, paradoxalement, c'était le film le moins aimé de sa mère, l'épouse de Jean Gabin.
- Armando Francioli est doublé par Maurice Garrel.
- Un remake du film a été tourné en 2005, comme téléfilm pour TF1. C'est Pierre Mondy qui y reprend le rôle de Jean Gabin, mais sous le nom de Joseph (titre du téléfilm).

### Vidéographie
- La Horse, M6 vidéo (SND, 2006). DVD + livret
- La Horse, Coin de mire Cinéma (2019). Coffret digibook collection LA SEANCE Blu-ray/DVD. Edition prestige numérotée avec un livret de 24 pages reproduisant des archives sur le film + la reproduction de 10 photos d'exploitation format 120 x 150 rangées dans 2 étuis cartonnés + la reproduction de l'affiche originale en format 215 x 290 pliée en 4. Une séance de cinéma complète avec les actualités d'époque, les réclames publicitaires d'époque, les films annonces, et le film en haute définition restauré (en 24 i/s sur le Blu-ray et en 25 i/s sur le DVD).

### Article annexe
- Psychotrope au cinéma et à la télévision